# Bastiaan Jan Ader
Bastiaan „Bas“ Jan Ader (* 30. Dezember 1909 in ’s-Gravenzande; † 20. November 1944 in Rhenen) war ein niederländischer Geistlicher der Nederlandse Hervormde Kerk und Widerständler gegen die deutsche Besatzung seines Landes während des Zweiten Weltkriegs.

## Biographie

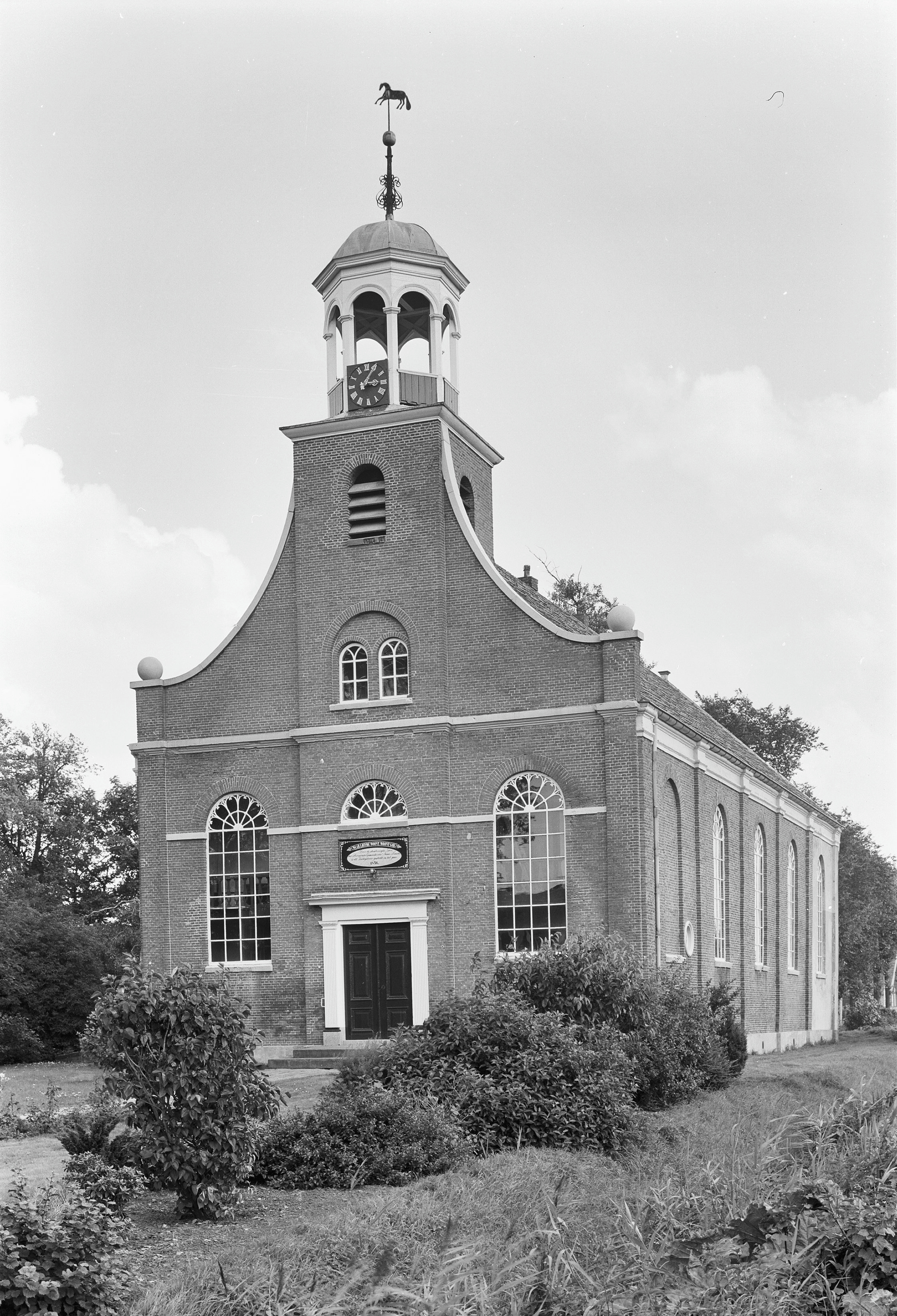
Kirche von Nieuw-Beerta

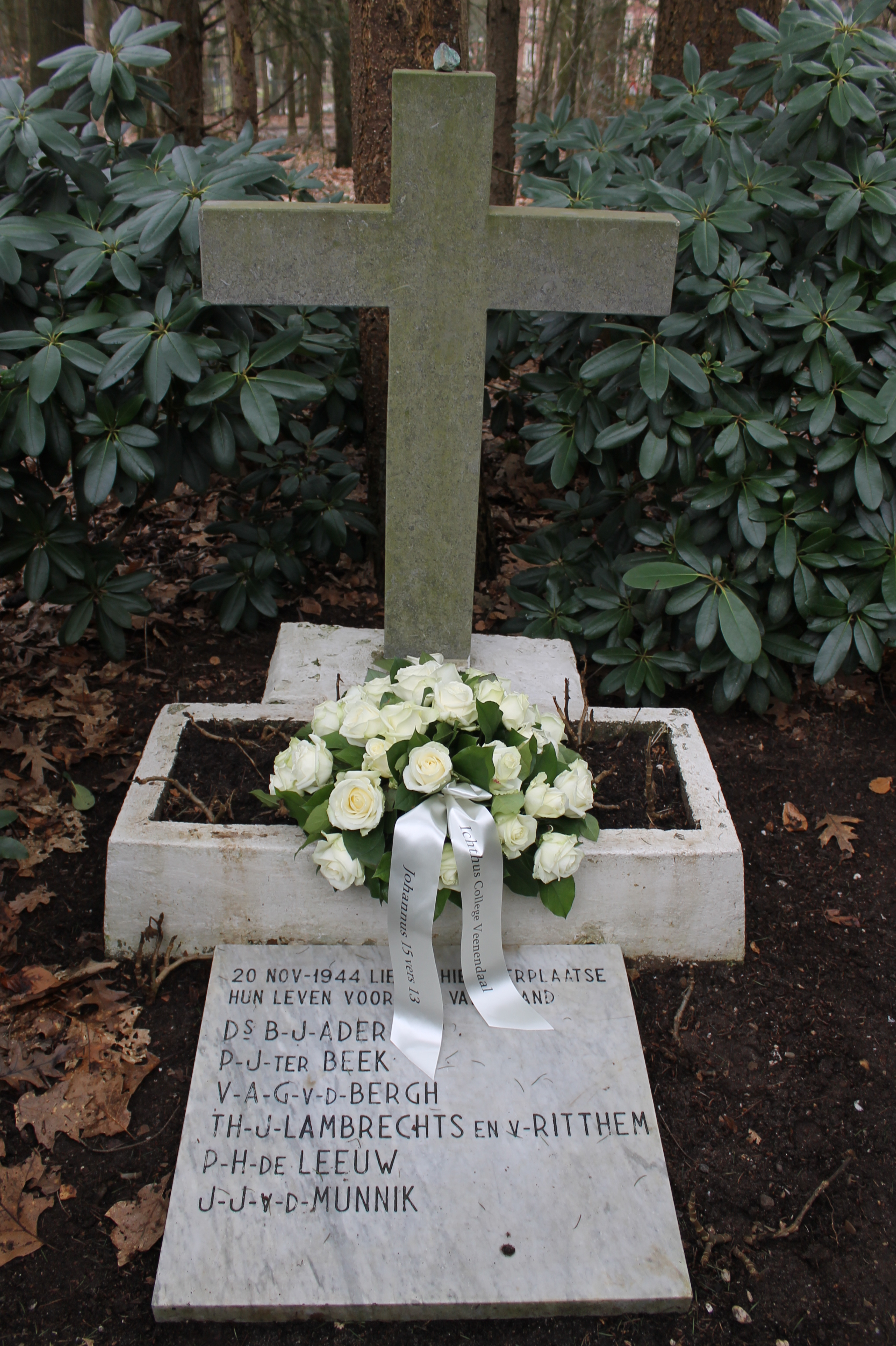
Gedenktafel am Hinrichtungsort in Rhenen

Als Junge war Bastiaan Jan Ader sehr an Technik interessiert und wollte Lokomotivführer werden. Er galt zudem als abenteuerlustig, war kreativ und musikalisch. Im Alter von 17 Jahren absolvierte er das Gymnasium und nahm anschließend ein fünfjähriges Studium der Theologie an der Universität Utrecht auf. Während seiner Studienzeit radelte er sonntags nach Lochem, um beim Gottesdienst die Orgel zu spielen.
1935 heiratete Ader Johanna Adriana Appels aus Driebergen. Die Eheleute bekamen zwei Söhne: den späteren Künstler Bas Jan Ader (1942–1975) und Erik (* 1944), der in den diplomatischen Dienst eintrat. 
Am 5. Juni 1936 startete Bas Ader auf eine „Pilgerfahrt“ mit dem Fahrrad nach Palästina. Unterwegs erkrankte er an Typhus, wovon er sich erholte, ebenso von mehreren Stürzen. Am 20. November kehrte er über Kairo, Griechenland und Italien per Schiff und Zug zurück. Die Reise kostete ihn tausend Gulden, die er anschließend mit Vorträgen über seine Reise wieder hereinholte.
Zwei Jahre später wurde Ader, Spitzname Domie (abgeleitet von Dominee, dem niederländischen Begriff für Priester), Pfarrer in Nieuw-Beerta bei Groningen, in einer Gemeinde, in der sich viele Menschen aufgrund der sozialen Unterschiede zwischen Bauern und Arbeitern der Kirche entfremdet hatten; viele Arbeiter hatten sich dem Kommunismus zugewandt. Durch sein Organisationstalent und seine Leidenschaft verstand er es, viele vor allem junge Menschen für die Kirche zu begeistern.
Ab Beginn der Besetzung der Niederlande durch die deutsche Wehrmacht engagierten sich Johanna Adriana und Bastiaan Jan Ader im Widerstand,  Bas Ader unter dem Pseudonym Gerard van Zaanen. Ihr geräumiges Pfarrhaus wurde zu einem Versteck für Juden, Untergetauchte und alliierte Piloten; die Eheleute sollen nach Schätzungen 200 bis 300 Menschen das Leben gerettet haben. Das Pfarrhaus wurde wiederholt von Mäuseplagen heimgesucht, was im Dorf allgemeines Gesprächsthema war. Wenn zufällige Besucher verdächtiges Knistern im Pfarrhaus hörten, erklärte ihnen Ader, wie kolportiert wurde: „Das sind die Mäuse.“
Bas Ader baute ein Netzwerk von Widerstandskämpfern auf. Er entwickelte einen Plan zur Befreiung von jüdischen Menschen aus dem Lager Westerbork; der Plan wurde verraten. Am 22. Juni 1944 wurde er verhaftet und am 20. November 1944 auf einem Hügel mit fünf weiteren Widerstandskämpfern in der Nähe von Rhenen, im sogenannte Schupse Bos, hingerichtet, als Vergeltung für Schüsse, die zwei Tage zuvor auf einen deutschen Offizier abgegeben worden waren. Ader wurde 34 Jahre alt. Er liegt auf dem Ereveld Loenen begraben, nachdem er zunächst in Driebergen beerdigt worden war. Seine Frau Johanna, die zwei Wochen vor seinem Tod den zweiten Sohn Erik geboren hatte, überlebte ihn um 50 Jahre.

## Erinnerung und Kontroverse
1948 gründete Johanna Adriana Ader-Appels zur Erinnerung an ihren Mann die Ds. Ader Stichting mit Sitz in Drieborg, deren Ziel es ist, „die Verbreitung des Evangeliums zu fördern“. In der Kirche von Nieuw-Beerta wurde neben der Kanzel eine Gedenktafel für ihn angebracht. 1967 wurden Ader-Appels und ihr Mann für die Rettung von mindestens 200 jüdischen Menschen als Gerechte unter den Völkern geehrt. Das Verkehrsunternehmen Arriva benannte ihren Triebzug GTW 2/8 mit der Nummer 10302 Bastiaan Jan Ader;  er bedient vorrangig Strecken im Norden der Niederlande.
Ein vom Jewish National Fund in Israel angelegter Wald wurde Bastiaan Jan Ader gewidmet und dort ein Gedenkstein für ihn niedergelegt. Mitte der 2000er Jahre fand Erik Ader, der jüngere Sohn der Aders, heraus, dass dieser Wald auf den Ruinen von Beit Nattif angelegt worden war, einem ehemaligen palästinensischen Dorf etwa 13 Meilen südwestlich von Jerusalem. Das Dorf war 1948 während des Palästinakriegs von israelischen Streitkräften erobert und später zerstört worden. Ader, ehemaliger Botschafter der Niederlande in Norwegen, sagte, er könne seinen Vater, der 1944 von den Nazis hingerichtet worden sei, nicht fragen, was dieser davon halte, dass sein Name mit dieser Ungerechtigkeit in Verbindung stehe. Da er aber für die Menschenrechte eingestanden sei, seien Wald und Gedenkstein in seinen Augen ein „Missbrauch“ der Erinnerung an seinen Vater, da sie für eine „ethnische Säuberung“ stünden, und forderte die Entfernung des Namens seines Vaters. Kurz darauf wurde der Stein von Unbekannten zerstört.
In der Folge stiftete Erik Ader 1100 Olivenbäume für einen Hain nahe dem palästinensischen Dorf Farata im Westjordanland, der nach seinem Vater benannt wurde.